# Etsuko
Etsuko ist ein japanischer weiblicher Vorname. 
Da japanische Namen auch in Kanji geschrieben werden, ist die Bedeutung des Namens äußerst vielseitig und kann sich je nach Schreibweise sehr unterscheiden.

## Bekannte Namensträger
- Etsuko Toganoo (* um 1950), japanische Badmintonspielerin
- Etsuko Inada (1924–2003), japanische Eiskunstläuferin
- Etsuko Fukano (* 1972), japanische Fußballschiedsrichterin